# Phare de Hjalteyri
Le phare de Hjalteyri (en islandais : Hjalteyrarviti) est un phare situé dans la région de Norðurland eystra dans  le village de Hjalteyri, sur la côte occidentale de l'Eyjafjörður.